# Volkerakdammen

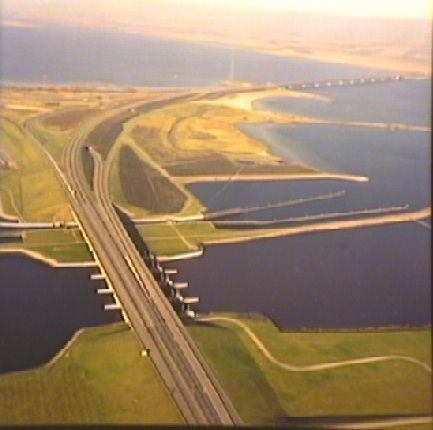
Volkerakdammen med slussen

Volkerakdammen (nederländska: Volkerakdam) är en dammbyggnad och översvämningsbarriär nära Moerdijk i provinserna Noord-Brabant och Zuid-Holland i sydvästra Nederländerna. Barriären ska skydda vid hotande översvämningar från Nordsjön och utgör en del av Deltawerken och invigdes 1969.

## Geografi
Hela skyddsbarriären sträcker sig mellan Haringvliet och sammanflödet av Hollands Diep och Volkerak. Dammen förbinder kommunerna Moerdijk (nära orten Willemstad) i provinsen Noord-Brabant med kommunen Hoeksche Waard (nära orten Numansdorp) i provinsen Zuid-Holland samt via den tidigare byggda dammdelen Hellegatsdam även med kommunen Goeree-Overflakkee. Dammen skiljer Haringvliet från Hollands Diep och Volkerak.

## Konstruktionen
Volkerakdammen har en total längd av cirka 8 000 meter med en höjd på cirka 4,5 till 6,75 meter över vattenytan (NAP). Dammen omfattar 3 delar, dammen mellan knutpunkten Hellegatsplein och Goeree-Overflakkee, bron mellan Hellegatsplein och Hoekse Waard och dammen mellan Hellegatsplein och Noord-Brabant.
Under konstruktionen byggdes först delen mellan Hellegatsplein och Goeree-Overflakkee om cirka 5 000 meter som till största delen sandfylldes. Under uppförandet av den cirka 2 000 meter långa delen mellan Hellegatsplein och Noord-Brabant byggdes sedan en rad av kassuner.
Det finns en sluss, Volkeraksluizen, i barriärens södra del där fartyg kan passera. Delar av slussen är silslussar som används till vattenreglering.
Ovanpå dammen löper den 1 200  meter långa bron Haringvlietbrug som del av nederländska riksväg 4.
Byggandet av barriären var även ett nödvändigt steg för att kontrollera vattenflöden inför byggandet av Haringvlietdammen, Brouwersdammen och Oosterscheldebarriären.

## Historia
Första spadtaget på dammen och slussen gjordes 1957, bron färdigställdes 1964 och slussen färdigställdes i juni 1967. Dammen färdigställdes i april 1969 och invigdes officiellt den 17 augusti 1970.